# 若煒設計
若煒設計控股有限公司，簡稱若煒設計控股，以及若煒設計（英語：Nobel Design Holdings Ltd，SGX：547），在1981年由Bert Choong Chee Peng創立。
專門在新加坡、馬來西亞、汶萊、美國、印尼等时尚生活室内陈设服务，为商业和住宅项目提供设计咨询。主要品牌為「MARQUIS」等。
總部位於134 Joo Seng Road Nobel Design House Singapore 368359。股份在1996年11月25日於新加坡交易所創業板（凱利版前身）上市，其後在2008年8月8日轉在主板上市。

## 連結
- Nobel.com.sg （页面存档备份，存于）